# Üvöltő szelek (film, 1939)
Az Üvöltő szelek (Wuthering Heights) 1939-ben bemutatott fekete–fehér amerikai játékfilm William Wyler rendezésében. Magyarországon 1940. április 18-án Örökké… címen mutatták be. A film Emily Brontë azonos című világhírű regények feldolgozása. A cselekmény a regény első felét öleli fel, a második generáció sorsának bemutatását elhagyja.

## Cselekménye
A 19. századi Anglia egyik kis birtokán gazdálkodik Earnshaw fiával, Hindley-vel és leányával Cathy-vel. Egy napon a házigazda egy vadóc elhagyott fiúval érkezik haza és elhatározza, hogy őt is fölneveli. A fiú, Heathcliff és Cathy között a csöndes természeti környezetben gyermekkori szerelem szövődik és felnőtt korukig elkíséri őket. Earnshaw rövidesen meghal. Örököse az elsőszülött fiú, a rosszindulatú Hindley, aki Heathcliff-et szolgai sorban tartja és gyakran megalázza. Cathy gazdag, előkelő életre vágyik, amit Heathcliff mellett nem remélhet, ezért a gazdag szomszéd birtokos fia, Edgar Linton menyasszonya, majd felesége lesz. Heathcliff az eljegyzés után eltűnik, Cathy lassan felejteni kezdi. Múlik  az idő. 
Heathcliff közben Amerikában meggazdagodott és egy napon elegáns úriemberként váratlanul beállít a házba. Megjelenésével Cathy belső egyensúly felborul, kísérteni kezdi a múlt. Linton húga, Izabella szerelemre lobban Heathcliff iránt, és a férfi bosszúból feleségül veszi, pedig régi érzelmei változatlanok. Cathy betegsége egyre súlyosabb, már nem lehet segíteni rajta. Ekkor Heathcliff Cathy halálos ágyához siet, itt és így találkozik újból a két régi szerelmes.

## Szereplők
- Merle Oberon – Catherine Earnshaw
- Laurence Olivier – Heathcliff
- David Niven – Edgar Linton
- Geraldine Fitzgerald – Isabella Linton
- Flora Robson – Ellen Dean
- Donald Crisp – Dr. Kenneth
- Hugh Williams – Hindley Earnshaw
- Leo G. Carroll – Joseph
- Miles Mander – Lockwood
- Cecil Kellaway – Earnshaw
- Cecil Humphreys – Linton bíró

## Díjak
New York-i filmkritikusok (1939)
- díj: legjobb film

Oscar-díj (1939)
- díj: legjobb operatőr (fekete-fehér film) – Gregg Toland